# TfL Rail
TfL Rail fue la franquicia provisional de dos líneas de ferrocarril independientes de Londres y alrededores, las cuales están en construcción como parte del servicio crossrail. Actualmente, el nombre TfL Rail se encuentra en desuso y actualmente es conocido como Elizabeth line.
TfL Rail comenzó a funcionar en mayo de 2015, cuando  tomó el control del servicio entre Liverpool Street en Londres central y Shenfield en Essex, que había sido operado hasta entonces por Greater Anglia. Aquel ramal comprende las primeras 14 estaciones en la línea Great Eastern Main Line, con una combinación a Shenfield y Anglia Oriental.
El 20 de mayo de 2018 TfL Rail también tomó el control del servicio Heathrow Connect, que dispone de nueve estaciones entre Paddington y la estación terminal Heathrow Terminal 4 del aeropuerto de Heathrow, al oeste de Londres. 
El servicio está operado por MTR Corporation bajo contrato con Transport for London (TfL).
Entre mayo de 2016 y mayo de 2017, TfL Rail transportó 47 millones de pasajeros mediante el ramal de Shenfield.

## Historia
En junio de 2013, TfL anunció que Arriva, MTR Corporation, Keolis/Go-Ahead Group y National Express habían sido preseleccionados a la concesión para operar Crossrail, que estaba en construcción.
En julio de 2014 TfL otorgó el contrato a Hong Kong  MTR, por una duración de ocho años con una opción para entenderlo adicionalmente dos años.
MTR Corporation (Crossrail) Ltd fue creada como una nueva compañía ferroviaria y tomó control del servicio entre Liverpool Street y Shenfield operado hasta entonces por Abellio Greater Anglia, en mayo de 2015. Cada tren fue repintado según la nueva franquicia, y en las estaciones se colocó la nueva señalética. Actualmente, cada estación cuenta con personal, del primer al último tren.
En mayo de 2018 TfL Rail tomó control del servicio Heathrow Conecct entre Paddington y Heathrow.

## Ruta
El ramal oriental (Shenfield) de TfL Rail corre sobre los existientes 32.5 kilómetros de vía en la Great Eastern Main Line entre Liverpool Street y Shenfield. La ruta del futuro Crossrail continuará el uso de la mayoría de esta pista, excepto la porción entre Liverpool Street y Stratford, donde los trenes utilizarán túneles subterráneos nuevos para conectar con la sección central de la ruta.
El ramal occidental (Heathrow y Reading) opera en la Great Western Main Line entre Paddington y Reading, y parcialmente en los primeros 26.5 km en el caso de los trenes con destino a Heathrow.